# Rial catarense
O rial catarense ou catariano é a moeda do Catar. O seu código ISO 4217 é QAR. Subdivide-se em dirames.
Até 1966, o Catar usou a rupia indiana como moeda, na forma de rupias do Golfo. Quando a Índia desvalorizou a rupia em 1966, o Catar, junto com os outros estados que usavam a rupia do Golfo, escolheu introduzir sua própria moeda.